# Bernard G. Caulfield

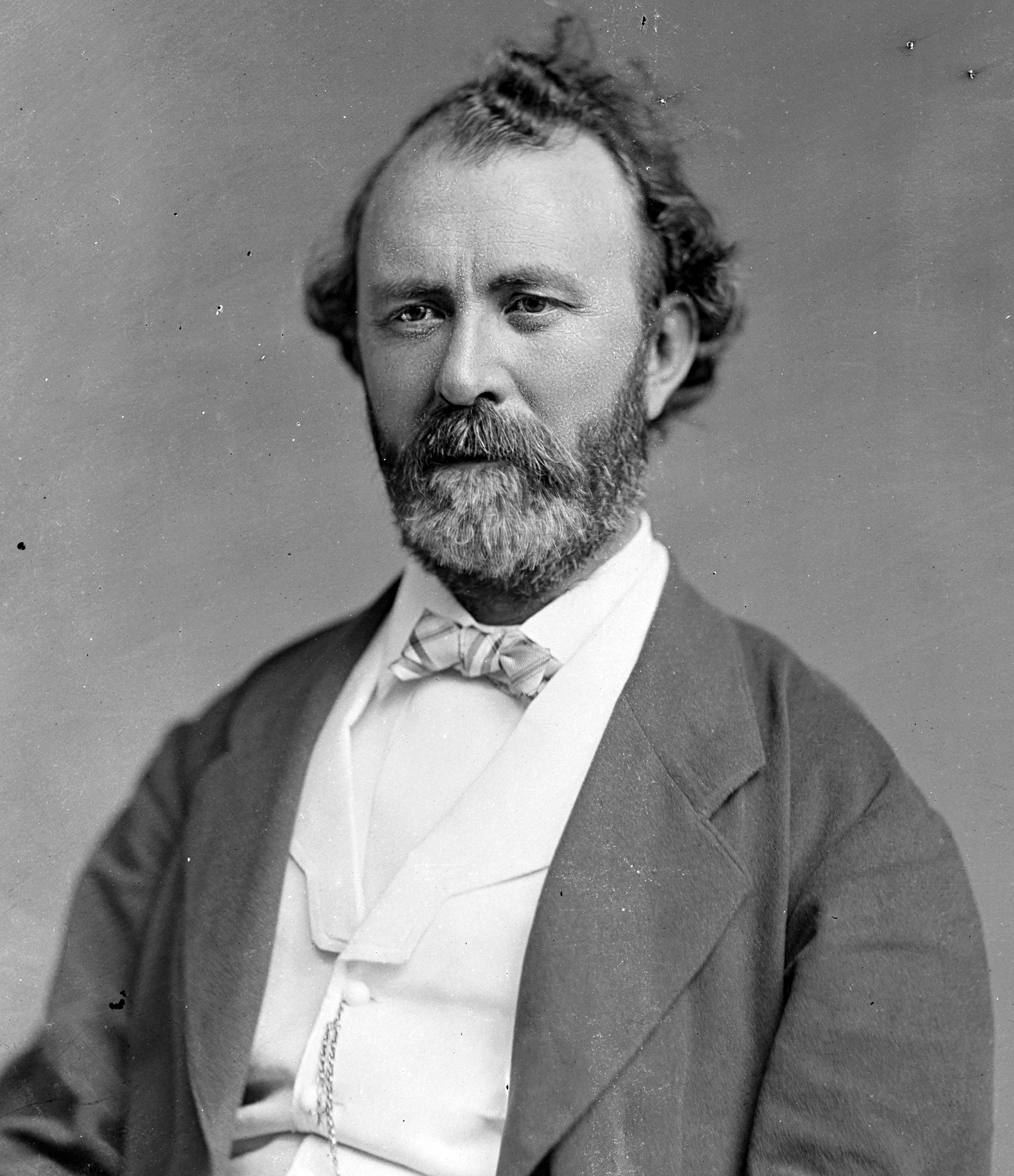
Bernard G. Caulfield

Bernard Gregory Caulfield (* 18. Oktober 1828 in Alexandria, Virginia; † 19. Dezember 1887 in Deadwood, Dakota-Territorium) war ein US-amerikanischer Politiker. Zwischen 1875 und 1877 vertrat er den Bundesstaat Illinois im US-Repräsentantenhaus.

## Leben
Bernard Caulfield erhielt eine gute Schulausbildung. Er studierte bis 1848 am Georgetown College in Washington, D.C. Nach einem anschließenden Jurastudium an der University of Pennsylvania in Philadelphia und seiner 1850 erfolgten Zulassung als Rechtsanwalt begann er in Lexington (Kentucky) in diesem Beruf zu arbeiten. Im Jahr 1853 verlegte er seinen Wohnsitz und seine Kanzlei nach Chicago. Gleichzeitig schlug er als Mitglied der Demokratischen Partei eine politische Laufbahn ein.
Nach dem Tod des Abgeordneten John Blake Rice wurde Caulfield der fälligen Nachwahl für den ersten Sitz von Illinois als dessen Nachfolger in das US-Repräsentantenhaus in Washington gewählt, wo er am 1. Februar 1875 sein neues Mandat antrat. Da er im Jahr 1874 auch für die folgende Legislaturperiode gewählt wurde, konnte er bis zum 3. März 1877 im Kongress verbleiben. Seit dem 4. März 1875 war er Vorsitzender des Ausschusses zur Kontrolle der Ausgaben des Justizministeriums. Im Jahr 1876 verzichtete er auf eine weitere Kandidatur.
Nach dem Ende seiner Zeit im US-Repräsentantenhaus praktizierte Caulfield wieder als Anwalt. Im Jahr 1878 zog er nach Deadwood im heutigen South Dakota. Auch in seiner neuen Heimat war er als Jurist tätig. Außerdem erwarb er größere Ländereien. Er starb am 19. Dezember 1887 in Deadwood und wurde in St. Louis beigesetzt.